# Olympic Vật lý Quốc tế

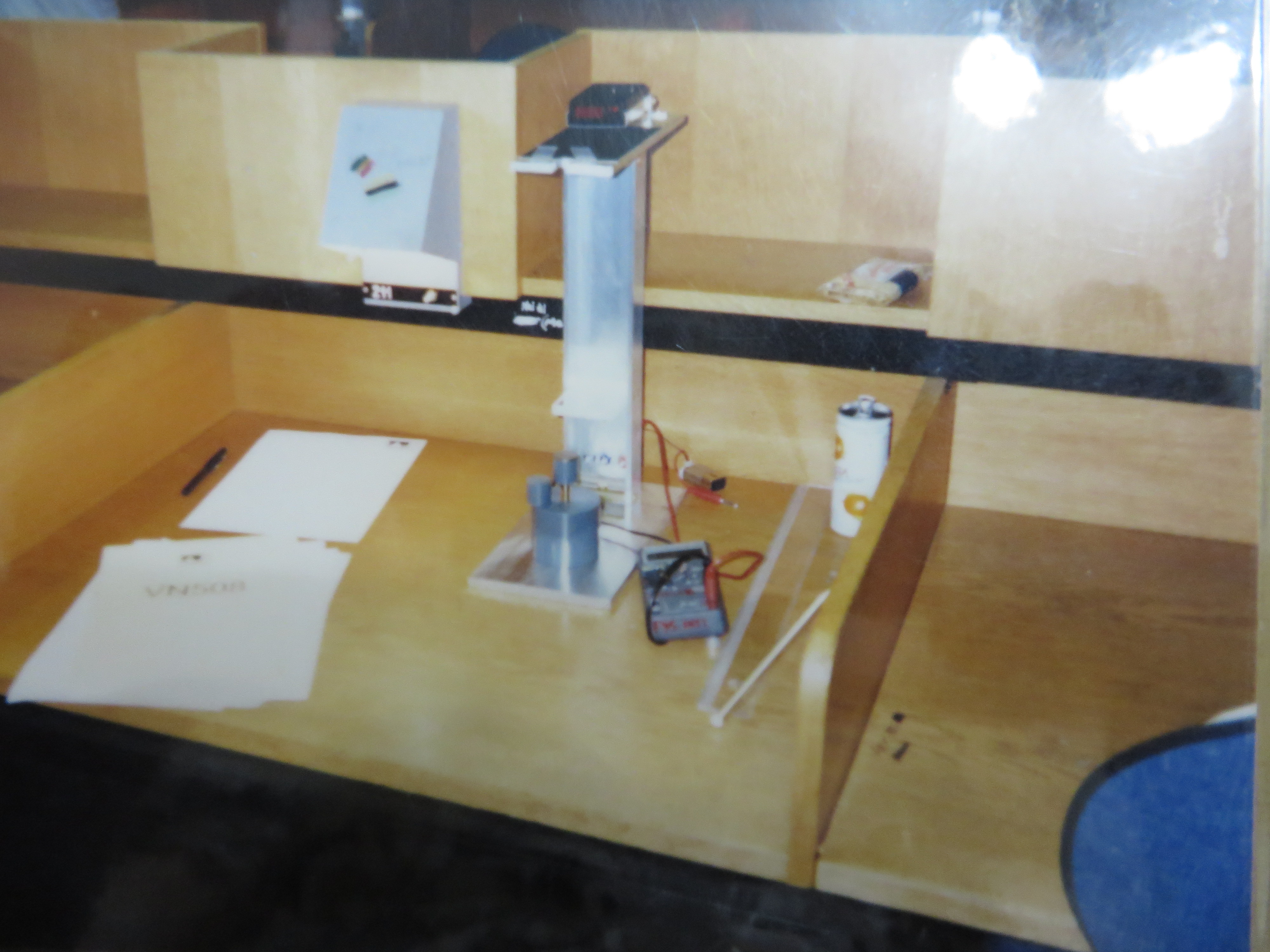
Dụng cụ cho bài thi thực hành, tại kỳ thi Olympic Vật lý Quốc tế năm 1996 ở Oslo, Na Uy.

Olympic Vật lý Quốc tế (tiếng Anh: International Physics Olympiad, viết tắt IPhO) là một kỳ thi Vật lý hàng năm dành cho học sinh trung học phổ thông.  Đây là một trong những kỳ thi Olympic Khoa học Quốc tế. IPhO đầu tiên được tổ chức ở Warsaw, Ba Lan vào năm 1967.
Mỗi nước được cử một đoàn dự thi gồm tối đa năm học sinh và thêm hai lãnh đạo đoàn đã được lựa chọn ở cấp quốc gia. Các nhà quan sát cũng có thể đi cùng với đội tuyển quốc gia. Các học sinh cạnh tranh với tư cách cá nhân, và phải trải qua kỳ thi lý thuyết chuyên sâu và thi thực hành ở phòng thí nghiệm. Những nỗ lực của các thí sinh được ghi nhận bằng các giải thưởng là các huy chương vàng, bạc, đồng hoặc bằng danh dự.
Kỳ thi lý thuyết kéo dài 4 giờ đồng hồ và gồm 3 câu hỏi. Thông thường những câu hỏi này liên quan nhiều phần khác nhau. Kỳ thi thực hành diễn ra ở phòng thí nghiệm trong 5 giờ liên tục hoặc chia thành hai đợt với tổng thời gian là 5 giờ.

## Lịch sử
Nhiều tháng trước khi diễn ra IPhO đầu tiên vào năm 1967, lời mời đã được gửi tới tất cả các nước Trung Âu. Lời mời được chấp nhận bởi Bulgaria, Tiệp Khắc, Hungary và România (năm nước gồm Ba Lan, nhà tổ chức kỳ thi). Mỗi đội gồm có ba học sinh trung học và kèm theo một giám sát viên. kỳ thi được sắp xếp diễn ra cùng với giai đoạn cuối Olympic Vật lý Ba Lan: một ngày dành cho các bài toán lý thuyết và một ngày thực hiện một thí nghiệm. Một sự khác biệt rõ ràng là những thí sinh đã phải chờ cho đến khi các script được đánh dấu xong. Trong thời gian chờ đợi ban tổ chức đã bố trí hai chuyến tham quan bằng máy bay đến Krak và Gdańsk. Tại IPhO lần đầu tiên này các thí sinh phải giải quyết bốn bài toán lý thuyết và một bài toán thực nghiệm.
Olympic lần thứ hai được tổ chức bởi Giáo sư Rezső Kunfalvi ở Budapest, Hungary, vào năm 1968. Tám quốc gia đã tham gia kỳ thi đó. Cộng hòa dân chủ Đức, Liên bang Xô Viết và Nam Tư đã tham dự. Một lần nữa, mỗi nước được đại diện bởi ba học sinh trung học và một giám sát viên. Trước IPhO lần thứ hai không lâu, một phiên bản sơ bộ Điều lệ và Chương trình (tiếng Anh: Syllabus = Chương trình học, khóa học, hay kế hoạch) đã được soạn thảo. Sau đó những tài liệu này đã được chấp nhận chính thức bởi Hội đồng quốc tế bao gồm các giám sát viên của các đoàn tham gia kỳ thi. Việc này đã diễn ra trong một cuộc họp đặc biệt tổ chức tại Brno, Tiệp Khắc, nhiều tháng sau khi IPhO lần thứ hai được tổ chức.
IPhO lần ba được sắp xếp bởi Giáo sư Rostislav Kostial ở Brno, Tiệp Khắc, vào năm1969. Lần này mỗi đội bao gồm năm học sinh và hai giám sát viên. kỳ thi ở Brno được tổ chức tuân theo Điều lệ chính thức đã được công nhận trước đó.
Olympic tiếp theo được tổ chức ở Moskva, Liên bang Xô Viết, vào năm 1970. Mỗi quốc gia được đại diện bởi sáu học sinh và hai giám sát viên. Trong suốt Olympic lần này nhiều thay đổi nhỏ được đưa vào Điều lệ.
Từ IPhO lần thứ năm được tổ chức ở Sofia, Bulgaria, vào năm 1971, mỗi đội bao gồm năm học sinh và hai giám sát viên. Vào năm 1978 và năm 1980, IPhO không được tổ chức. Điều này là do sự gia nhập của các nước phương Tây mà đầu tiên là Pháp. Ban đầu, các nước phương Tây tham dự đã từ chối chấp nhận nguyên tắc IPhO được tổ chức hai năm một lần tại một quốc gia khối phương Đông và phương Tây. Vì vậy, các nước thuộc khối phương Đông đã từ chối tổ chức Olympic các năm 1978 và 1980. Từ năm 1982 trở đi, kỳ thi Olympic hàng năm đã được khôi phục vì có các nước phương Tây tham gia đủ để chia sẻ gánh nặng. Hiện nay, các địa điểm tổ chức Olympic sẽ được quyết định cho năm kế tiếp. Sau khi gia nhập vào IPhO, mỗi quốc gia phải thông báo cho những thành viên khác trong vòng ba năm về sự sẵn sàng làm chủ nhà tổ chức IPhO của mình. Sau đó, quốc gia này sẽ được xếp vào danh sách chờ, mà danh sách này rất dài (vào thời điểm năm 2006 đã trải dài tới thập niên 2050). Việc tổ chức Olympic IPhO thất bại của một nước khi đến lượt mình sẽ dẫn tới việc nước đó bị trục xuất tạm thời ra khỏi IPhO. Điều này đã từng xảy ra với Pháp vào năm 1986.

## Quy chế kỳ thi
Kỳ thi kéo dài hai ngày. Một ngày dành cho các bài toán lý thuyết (ba bài toán liên quan ít nhất bốn lĩnh vực vật lý đã được dạy trong trường trung học phổ thông, tổng số điểm là 30). Ngày còn lại dành cho các bài toán thí nghiệm (một hoặc hai bài toán, tổng số điểm là 20). Hai ngày này được cách ra bởi ít nhất một ngày nghỉ. Ở cả hai cuộc thi lý thuyết và thực hành thời gian giới hạn để giải quyết các bài toán là năm giờ. Mỗi đội gồm các học sinh đến từ các trường trung học thông thường (tổng hợp) hoặc các trường trung học kỹ thuật (không phải các trường cao đẳng hoặc đại học) hoặc đã tốt nghiệp nhưng chưa vào đại học, và phải có độ tuổi dưới 20. Thông thường mỗi đội bao gồm năm học sinh và hai giám sát viên.

### Phân bố huy chương
Điểm số tối thiểu để được trao huy chương Olympic và bằng danh dự được chọn bởi nhà tổ chức dựa vào các quy tắc sau:
- Huy chương Vàng được trao cho top 8% số thí sinh tham gia
- Huy chương Bạc hoặc tốt hơn được trao cho top 25% số thí sinh tham gia
- Huy chương Đồng được trao cho top 50% số thí sinh tham gia
- Bằng danh dự hoặc tốt hơn được trao cho top 67% số thí sinh tham gia

Tất cả các thí sinh còn lại nhận giấy chứng nhận đã tham gia kỳ thi.
Thí sinh có điểm số cao nhất (thắng tuyệt đối) ngoài Huy chương Vàng còn nhận thêm giải đặc biệt.

## Danh sách các địa điểm tổ chức thi IPhO, các cuộc thi đã và sẽ diễn ra
| Thứ tự | Năm | Nước chủ nhà | Thành phố chủ nhà | Người chiến thắng | Điểm số | Trang chủ                                                               |
| ------ | --- | --- | --- | --- | --- | ----------------------------------------------------------------------- |
| 1      | 1967 | Ba Lan | Warsaw | HUN Sándor Szalay | 39/40 |                                                                         |
| 2      | 1968 | Hungary | Budapest | POL Tomasz Kręglewski · TCH Mojmír Simerský | 35/40 |                                                                         |
| 3      | 1969 | Tiệp Khắc | Brno | TCH Mojmír Šob | 48/48 |                                                                         |
| 4      | 1970 | Liên Xô | Moskva | URS Mikhaïl Volochine | 57/60 |                                                                         |
| 5      | 1971 | Bulgaria | Sofia | TCH Karel Šafařík · HUN Ádám Tichy-Rács | 48.6/60 |                                                                         |
| 6      | 1972 | Romania | Bucharest | HUN Zoltán Szabó | 57/60 |                                                                         |
|        | 1973 | Không tổ chức | Không tổ chức | Không tổ chức | Không tổ chức | Không tổ chức                                                           |
| 7      | 1974 | Ba Lan | Warsaw | POL Jarosław Deminet · POL Jerzy Tarasiuk | 46/50 |                                                                         |
| 8      | 1975 | Đông Đức | Güstrow | URS Sergey Korshunov | 43/50 |                                                                         |
| 9      | 1976 | Hungary | Budapest | POL Rafał Łubis | 47.5/50 |                                                                         |
| 10     | 1977 | Tiệp Khắc | Hradec Králové | TCH Jiří Svoboda | 49/50 |                                                                         |
|        | 1978 | Không tổ chức | Không tổ chức | Không tổ chức | Không tổ chức | Không tổ chức                                                           |
| 11     | 1979 | Liên Xô | Moskva | URS Maksim Tsipine | 43/50 |                                                                         |
|        | 1980 | Không tổ chức | Không tổ chức | Không tổ chức | Không tổ chức | Không tổ chức                                                           |
| 12     | 1981 | Bulgaria | Varna | URS Aleksandr Goutine | 47/50 |                                                                         |
| 13     | 1982 | Tây Đức | Malente | FRG Manfred Lehn | 43/50 |                                                                         |
| 14     | 1983 | Romania | Bucharest | BUL Ivan Ivanov | 43.75/50 |                                                                         |
| 15     | 1984 | Thụy Điển | Sigtuna | NED Jan de Boer · ROM Sorin Spânoche | 43/50 |                                                                         |
| 16     | 1985 | Nam Tư | Portorož | TCH Patrik Španĕl | 42.5/50 |                                                                         |
| 17     | 1986 | Vương quốc Anh | Luân Đôn-Harrow | URS Oleg Volkov | 37.9/50 |                                                                         |
| 18     | 1987 | Đông Đức | Jena | ROM Catalin Malureanu | 49/50 |                                                                         |
| 19     | 1988 | Áo | Bad Ischl | GBR Conrad McDonnell | 39.38/50 |                                                                         |
| 20     | 1989 | Ba Lan | Warsaw | Hoa Kỳ Steven Gubser | 46.33/50 |                                                                         |
| 21     | 1990 | Hà Lan | Groningen | GBR Alexander H. Barnett | 45.7/50 |                                                                         |
| 22     | 1991 | Cuba | Havana | URS Timour Tchoutenko | 48.2/50 |                                                                         |
| 23     | 1992 | Phần Lan | Helsinki | CHN Chen Han | 44/50 |                                                                         |
| 24     | 1993 | Hoa Kỳ | Williamsburg | CHN Zhang Junan · GER Harald Pfeiffer | 40.65/50 |                                                                         |
| 25     | 1994 | Trung Quốc | Bắc Kinh | CHN Yang Liang | 44.3/50 |                                                                         |
| 26     | 1995 | Úc | Canberra | CHN Yu Haitao | 95/100 |                                                                         |
| 27     | 1996 | Na Uy | Oslo | CHN Liu Yurun | 47.5/50 |                                                                         |
| 28     | 1997 | Canada | Sudbury | IRN Mahdi Anvari | 47.25/50 |                                                                         |
| 29     | 1998 | Iceland | Reykjavík | CHN Chen Yuao | 47.5/50 | 1998 IPhO Lưu trữ ngày 4 tháng 3 năm 2016 tại Wayback Machine           |
| 30     | 1999 | Ý | Padova | RUS Konstantin Kravtsov | 49.8/50 | 1999 IPhO                                                               |
| 31     | 2000 | Vương quốc Anh | Leicester | CHN Lu Ying | 43.4/50 | IPHO2000 (via archive.org)                                              |
| 32     | 2001 | Thổ Nhĩ Kỳ | Antalya | RUS Daniyar Nourgaliev | 47.55/50 |                                                                         |
| 33     | 2002 | Indonesia | Bali | VIE Đặng Ngọc Dương | 45.40/50 | ipho33 (via archive.org)                                                |
| 34     | 2003 | Đài Loan | Đài Bắc | Hoa Kỳ Pavel Batrachenko | 42.30/50 | ipho2003 Lưu trữ ngày 22 tháng 11 năm 2008 tại Wayback Machine          |
| 35     | 2004 | Hàn Quốc | Pohang | BLR Alexander Mikhalychev | 47.70/50 | IPHO2004 (via archive.org)                                              |
| 36     | 2005 | Tây Ban Nha | Salamanca | HUN Gábor Halász · TWN Lin Ying-hsuan | 49.50/50 | ipho2005 Lưu trữ ngày 25 tháng 9 năm 2016 tại Wayback Machine           |
| 37     | 2006 | Singapore | Singapore | INA Jonathan Pradana Mailoa | 47.20/50 | ipho2006.org                                                            |
| 38     | 2007 | Iran | Isfahan | KOR Choi Youngjoon | 48.80/50 | IPHO2007.ir (via archive.org)                                           |
| 39     | 2008 | Việt Nam | Hà Nội | CHN Tan Longzhi | 44.60/50 | IPHO2008 (via archive.org)                                              |
| 40     | 2009 | México | Mérida | CHN Shi Handuo | 48.20/50 | ipho2009.smf.mx Lưu trữ ngày 15 tháng 9 năm 2008 tại Wayback Machine    |
| 41     | 2010 | Croatia | Zagreb | CHN Yu Yichao | 48.65/50 | ipho2010.hfd.hr Lưu trữ ngày 6 tháng 5 năm 2015 tại Wayback Machine     |
| 42     | 2011 | Thái Lan | Bangkok | TWN Hsu Tzu-ming | 48.50/50 | IPhO 2011 Thailand Lưu trữ ngày 16 tháng 6 năm 2017 tại Wayback Machine |
| 43     | 2012 | Estonia | Tartu và Tallinn | HUN Attila Szabó | 45.80/50 | ipho2012.ee Lưu trữ ngày 26 tháng 6 năm 2017 tại Wayback Machine        |
| 44     | 2013 | Đan Mạch | Copenhagen | HUN Attila Szabó | 47/50 | ipho2013.dk                                                             |
| 45     | 2014 | Kazakhstan | Astana | CHN Xiaoyu Xu | 41.20/50 | ipho2014.kz                                                             |
| 46     | 2015 | Ấn Độ | Mumbai | KOR Taehyoung Kim | 48.30/50 | ipho2015.in                                                             |
| 47     | 2016 | Thụy Sĩ và Liechtenstein | Zurich | CHN Mao Chenkai | 48.10/50 | ipho2016.org Lưu trữ ngày 19 tháng 6 năm 2017 tại Wayback Machine       |
| 48     | 2017 | Indonesia | Yogyakarta | JPN Akihiro Watanabe | Không công bố (dưới 40) | ipho2017.id                                                             |
| 49     | 2018 | Bồ Đào Nha | Lisbon | CHN Yang Tianhua | 46.8/50 | ipho2018.pt                                                             |
| 50     | 2019 | Israel | Tel Aviv | CHN Xiangkai Sun | 43.50/50 |                                                                         |
| 2020   | Không thể tổ chức do ảnh hưởng của đại dịch Covid - 19. Thay vào đó, IdPhO 2020 do Nga tổ chức đã được tổ chức như một sự kiện được IPhO chứng thực | Không thể tổ chức do ảnh hưởng của đại dịch Covid - 19. Thay vào đó, IdPhO 2020 do Nga tổ chức đã được tổ chức như một sự kiện được IPhO chứng thực | Không thể tổ chức do ảnh hưởng của đại dịch Covid - 19. Thay vào đó, IdPhO 2020 do Nga tổ chức đã được tổ chức như một sự kiện được IPhO chứng thực | Không thể tổ chức do ảnh hưởng của đại dịch Covid - 19. Thay vào đó, IdPhO 2020 do Nga tổ chức đã được tổ chức như một sự kiện được IPhO chứng thực | Không thể tổ chức do ảnh hưởng của đại dịch Covid - 19. Thay vào đó, IdPhO 2020 do Nga tổ chức đã được tổ chức như một sự kiện được IPhO chứng thực |                                                                         |
| 51     | 2021 | Lithuania | Vilnius (hình thức trực tuyến) | KOR Kyungmin Kim | 46.25/50 |                                                                         |
| 52     | 2022 | Thuỵ Sĩ | Bern (hình thức trực tuyến) | CHN Guowei Xu | 43.20/50 |                                                                         |
| 53     | 2023 | Nhật Bản | Tokyo | CHN Bowen Yu | 45.20/50 |                                                                         |
| 54     | 2024 | Iran | Isfahan | CHN Zhang Xinrui | 46.38/50 |                                                                         |
| 55     | 2025 | Pháp | Paris | TBD | TBD |                                                                         |
| 56     | 2026 | Colombia | TBD | TBD | TBD |                                                                         |
| 57     | 2027 | Hungary | TBD | TBD | TBD |                                                                         |
| 58     | 2028 | Hàn Quốc | TBD | TBD | TBD |                                                                         |
| 59     | 2029 | Ecuador | TBD | TBD | TBD |                                                                         |
| 60     | 2030 | Nga | TBD | TBD | TBD |                                                                         |

List of venues Lưu trữ ngày 7 tháng 12 năm 2018 tại Wayback Machine
- Trong một số kì thi, Đài Loan dùng Trung Hoa Đài Bắc làm tên đội để tham gia kì thi.